# BAP Teniente Rodríguez
El destructor BAP Teniente Rodríguez o cazatorpedero (como se les llamó inicialmente a este tipo de unidades) fue un destructor de la clase Chasseur que prestó servicio en la Marina de Guerra del Perú. Construido inicialmente para la Marina Nacional de Francia, fue vendido incompleto al Perú en 1911. Fue el primer buque de guerra nacional que atravesó el canal de Panamá en su viaje de incorporación a la Escuadra Nacional en 1914  y arribó al puerto del Callao ese mismo año. Lleva su nombre en honor al Teniente Primero José Melitón Rodríguez héroe naval, que comandara el Huáscar tras la muerte de Grau y del Capitán de Corbeta Elías Aguirre en el combate naval de Angamos.

## Servicio en la Marina de Guerra del Perú

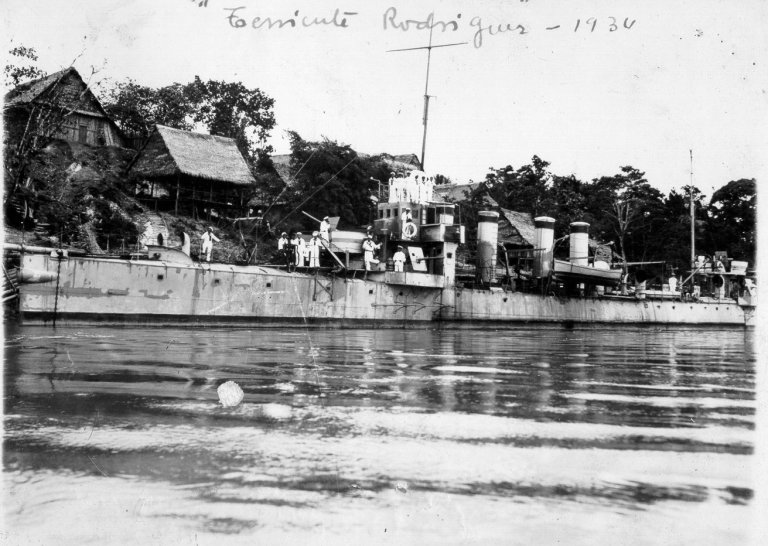
El BAP Teniente Rodrigez en el río Amazonas, Iquitos en 1934.

### Conflicto en la Amazonía
Tras la asignación del buque a la Marina de Guerra del Perú, éste fue enviado inmediatamente al río Amazonas, ya que el país se encontraba sumido en un conflicto con Colombia con motivo de la frontera entre ambos países en la zona amazónica. El Teniente Rodríguez fue enviado a reforzar la escuadra de cuatro cañoneros fluviales bajo el liderazgo del BAP América que Perú tenía asignados al puerto de Iquitos, dónde fue asignado también el destructor.

### Reasignación al pacífico
Tras finalizar la crisis entre Colombia y Perú, el Teniente Rodríguez fue reasignado al Pacífico, motivo por el cual en 1914 se convirtió en el primer buque militar en cruzar el Canal de Panamá, inaugurado en agosto de ese mismo año.
Una vez en el Pacífico, fue asignado con barcos y escuadras compuestas por naves de similares características, a diferencia de los cañoneros fluviales de Iquitos.
En 1929, se forma una escuadra en la bahía de Ancón que incluiría al destructor Grau,  el crucero Lima y el cazatorpederos Teniente Rodríguez, apoyados a su vez por tres submarinos de clase R. Esta misma escuadra sería organizada como Fuerza Avanzada del Atlántico con el estallido de la guerra con Colombia en 1932. Inicialmente la fuerza sólo contaría con dos submarinos debido a la urgencia de su formación: El R-1 y el R-2.

### Campaña militar del nororiente de 1932
La escuadra del Grau, de la que formaba parte el Teniente Rodríguez fue ordenada a hostigar la costa atlántica de Colombia, por lo que cruzó el canal de Panamá el 4 de mayo de 1933. Una vez en el Caribe, la escuadra se dividió para mandar naves a la amazonía peruana, por lo que el destructor Teniente Rodríguez, junto al crucero Lima, partió hacia el río Putumayo para aumentar los recursos peruanos en la zona. Para cuando llegaron ambas naves, el conflicto había llegado a su fin.
Con el fin del conflicto en 1934, los buques de la Marina de Guerra del Perú recibieron órdenes de regresar al Callao, base naval principal del Perú, pero el Lima y el Teniente Rodríguez fueron ordenados a permanecer en el puerto de Iquitos.

### Baja
Fue dado de baja en 1939 y se ordenó su desguazamiento, aunque finalmente fue abandonado en el río Amazonas.